# Marcus Mumford
Marcus Oliver Johnston Mumford (ur. 31 stycznia 1987 w Anaheim w stanie Kalifornia w USA) – brytyjski muzyk, kompozytor, wokalista, autor tekstów i multiinstrumentalista. Marcus Mumford znany jest przede wszystkim z występów w folk rockowym zespole Mumford & Sons.
Od 2012 roku żonaty z brytyjską aktorką Carey Mulligan.
3 lipca 2022 roku Steven Spielberg nakręcił teledysk do piosenki “Cannibal” Marcusa Mumforda.